# 路易斯·桑德豪斯
路易斯·桑德豪斯（Louise Sandhaus，1955年—）是现居加州奥哈伊的女性平面设计师和平面设计教育家。现于加州艺术学院教授本科及研究生的平面设计项目，旗下开设自营设计工作室Louise Sandhaus Design（LSD）。

## 早年生活及教育背景
1976年，桑德豪斯于The Art Institute of Fort Lauderdale获得大专（副学士）学位，随后在1980年代，于波士顿的一家小型出版社工作。  桑德豪斯于1993和1994年分别获得了来自加州艺术学院（CalArts）颁发的本科和研究生平面设计学位。1996年获得荷兰Jan van Eyck Academie颁发的荣誉硕士学位。

## 作品
桑德豪斯于1998年成立了自营设计工作室 Louise Sandhaus Design (LSD）。1998到2004年间，担任加州藝術學院 (洛杉磯縣華倫西亞)平面设计系的联合系主任，并于2004年到2006年间担任该系的唯一主任。
自1999年，桑德豪斯与建筑公司Durfee Regn合作成立了设计团体Durfee Regn Sandhaus，并主导设计了多个博物馆展览和跨学科设计项目。 她的作品被旧金山现代艺术博物馆和巴黎法国国家图书馆永久收藏。桑德豪斯还参与策划了2010年加州设计双年展《行动/反应》的平面设计部分。 
2009年，桑德豪斯获得AIGA洛杉矶Fellow Awards，并于在2009至2011年担任AIGA全国委员。
桑德豪斯关于美国西海岸设计史的著作《Earthquakes, Mudslides, Fires and Riots: California and Graphic Design 1936-1986》受到英国建筑历史学家Reyner Banham启发。 此书广受包括纽约时报、 卫报（伦敦）、 洛杉矶书评、 和 Eye 杂志在内的媒体好评。  此书的内页曾在2008年被洛杉矶市画廊（Los Angeles Municipal Art Gallery）展览。

## 精选刊物
- Sandhaus, Louise. . Design Observer. October 19, 2012  [December 29, 2013]. （原始内容存档于December 29, 2013）.